# Alija Silajdžić
Alija Silajdžić (1909 Podgora, dříve okres Visoko, dnes Breza, Bosna a Hercegovina – 13. prosince 1973 ?, Socialistická federativní republika Jugoslávie) byl bosenskohercegovský pedagog a přední znalec islámského práva šarí‘a bosňáckého původu.

## Život
Základní školu navštěvoval v obci Župča, poté se zapsal na čtyřletou Gazi Husrev-begovu medresu v Sarajevu. V bosenskohercegovské metropoli nato roku 1933 absolvoval Šarí‘atskou soudní školu. Jako stipendista podpůrného spolku Gajret roku 1937 získal vysokoškolský diplom na Právnické fakultě Univerzity v Bělehradě. Roku 1940 získal titul doktora práv téže fakultě s tezí Závěť v šarí‘atském právu (Testament u šeriatskom pravu, tiskem Sarajevo 1941). Poté byl od začátku roku 1941 pedagogem na Vyšší islámské šarí‘atsko-teologické škole (Viša islamska šerijatsko-teološka škola), kde až do konce ustašovské vlády, resp. uzavření školy na konci akademického roku 1943/1944, přednášel šarí‘atské právo. Roku 1944 se přidal ke komunistickým partyzánům.
Po válce byl nejprve předsedou Městského národního výboru ve Visoku, nato předsedou Okružního národního výboru v Sarajevu. Nato se stal členem zakládajícího výboru Právnické fakulty Univerzity v Sarajevu (1946), kde sám přednášel o dědickém a rodinném právu. Od roku 1948 nesl titul profesora.

## Dílo
- Testament u šeriatskom pravu (Závěť v šarí‘atském právu, Sarajevo 1941)
- Nasljedno pravo: predavanja održana na Pravnom fakultetu u Sarajevu u školskoj 1958/59. god. (Dědické právo: přednášky proslovenéna Právnické fakultě v Sarajevu v ak. roce 1958/59, Sarajevo 1959)
- Nasljedno pravo (Dědické právo, Sarajevo 1964)
- Razvojne tendencije naše porodice: s posebnim osvrtom na sudsku brakorazvodnu praksu (Rozvojové tendence naší rodiny: se zvláštním zřetelem k soudní rozvodové praxi, Sarajevo 1973)